# Schweta (Döbeln)
Schweta ist ein Ortsteil der Großen Kreisstadt Döbeln im Landkreis Mittelsachsen im Freistaat Sachsen. Der Ort gehört zur Ortschaft Ziegra.

## Geographie
Schweta liegt rund 100 m von der Mündung der Zschopau in die Freiberger Mulde entfernt. Südlich des rund 15 Häuser umfassenden Dorfes verläuft die B 175. Nördlich liegen Technitz und Bischofswiese, südlich Limmritz und Ziegra, westlich Töpeln und östlich der Döbelner Stadtteil Masten. Schweta liegt auf rund 160 m südlich einer Eisenbahnlinie.
Schweta wurde als Gutsweiler gegründet.

## Geschichte
Schweta wurde erstmals 1284 mit der Bezeichnung Otto de Zuet benannt. Spätere Nennungen sind Zweth (1334), Swet (1378), Swetha (1445), Sweth (1456), Schwetta (1543), Schweta (1791) und Schweta b. Döbeln (1875). Im 14. Jahrhundert gehörte der Ort somit zum Amt Meißen, später zur Pflege Döbeln (1456), dem Amt Leisnig, dem Gerichtsamt, der Amtshauptmannschaft und den Kreis bzw. Landkreis Döbeln, bis dieser 2008 im Landkreis Mittelsachsen aufging. Der Ort der ursprünglich zu Limmritz gehörte, wurde 1284 als Herrensitz und 1486 als Sattelhof erwähnt. Später wird mehrmals ein Rittergut Schweta erwähnt. Gepfarrt war der Ort 1539 nach Technitz und seit 1930 zur Kirchgemeinde Technitz-Ziegra. Schweta wurde mit Limmritz 1973 nach Ziegra eingemeindet und gehörte entsprechend seit 1994 zur Gemeinde Ziegra-Knobelsdorf. Mit der Auflösung Ziegra-Knobelsdorfs und der Aufteilung der Orte zwischen Waldenburg und Döbeln kam der Ort zu Döbeln. 1843 lebten in Schweta 20 Personen.
Heute befindet sich in Schweta die Straßenmeisterei Döbeln. Schweta ist als Ortsteil der Ortschaft Schweta in der Hauptsatzung Döbelns genannt.

## Belege
1. ↑  Freistaat Sachsen – Statistisches Landesamt – Kleinräumiges Gemeindeblatt. (PDF; 983 KB) S. 5, abgerufen am 5. September 2024.
2. ↑  Schweta (1) – HOV | ISGV. Abgerufen am 7. Januar 2024.
3. ↑  Große Kreisstadt Döbeln: Hauptsatzung der Großen Kreisstadt Döbeln. 13. Dezember 2019, abgerufen am 7. Januar 2024.